# Windmühle De Korenbloem (Kortgene)
De Korenbloem (Aussprache De Korenblum, deutsch Die Kornblume) ist eine Getreidemühle am Molendĳk 1 in Kortgene, einer Ortschaft in der niederländischen Provinz Zeeland. Die steinerne Windmühle ist ein runder Galerieholländer mit 5 Ebenen: Kornlager, Mehl-, Stein-, Schütt- und Kappenboden. Die Galerie (der die Mühle umgebende Balkon) befindet sich in 6,28 m Höhe. Die Mühle wurde 1873 als Ersatz für einen abgebrannten achteckigen Grundsegler gebaut und hat bis 1953 mit Windkraft gemahlen. Im Jahr 1972 wurden die Flügel entfernt und 1977 die Kappe, nachdem Versuche, die Mühle restaurieren zu lassen, gescheitert waren. Die hölzerne Kappe war mit Dachpappe bedeckt. Seit 2003 hatte De Korenbloem neue Eigentümer, die einen umfassenden Plan zur Restaurierung der Mühle aufstellten. Im Jahr 2009 wurde die Mühle der Stichting Molen De Korenbloem („Stiftung Kornblumen-Mühle “) übertragen. Am 1. Oktober 2011 fand die offizielle Eröffnung statt, wobei die Windmühlenfeststellbremse (der sog. Fang ) gelöst wurde von Herrn Harry van Waveren, einem ehemaligen Mitglied der zeeländischen Provinzialregierung.

## Restaurierung
Die Mühle wurde in den Zustand von 1873 zurückrestauriert. Im September 2010 wurde das Ausschreibungsverfahren gestartet, die Arbeiten wurden dann an den Mühlenbaubetrieb Berkhof aus Zwartebroek vergeben. Die Restaurierungskosten wurden auf 900.000 Euro veranschlagt. Die Restaurierung startete offiziell am 10. November 2010 mit dem Heraushieven des aus Ulmenholz bestehenden Kammrads aus der Kappe, dem oberen, drehbaren Teil einer Windmühle.
Die Mühle wurde mithilfe von Schraubenwinden aus der Schieflage gebracht und die oberste, ca. 1 m hohe Steinschicht des Mauerwerks erneut aufgemauert. Der Kappenboden wurde einschließlich der Balkenschicht gänzlich erneuert. Die Balkenköpfe der anderen Mühlenböden wurden beta-polymerchemisch ausgebessert. Auf dem Fußboden des Schüttbodens wurden neue Bretter angebracht.
Am 11. Mai 2011 wurde die neue Kappe auf die Mühle gesetzt. Die Kappe wurde größtenteils erneuert und wieder mit Dachpappe bedeckt. Der Krühboden wurde bis auf den Innenrand erneuert, das Kammrad wurde restauriert. Die neu angeordneten eisernen Ruten der Windmühlenflügel wurden zu Beginn des Jahres 2011 durch die Firma Vaags hergestellt. Die Außenrute mit der Nummer 251 ist 22 m lang, die Innenrute mit der Nummer 252 misst 21,74 m. Am 5. Juli 2011 wurden die Ruten befestigt. Das Gitter der Mühlenflügel besteht aus Sibirischer Lärche, deren Vorsaum und Windbretter aus Mahagoni. Alle Windbretter, also nicht nur die Sturmbretter, wurden mit einer Brettfeder befestigt.
Die aus druckimprägniertem Kiefernholz bestehenden Bohlen der Galerie wurden durch Nageln so montiert, dass sie einander nicht berühren.

## Mühlwerk

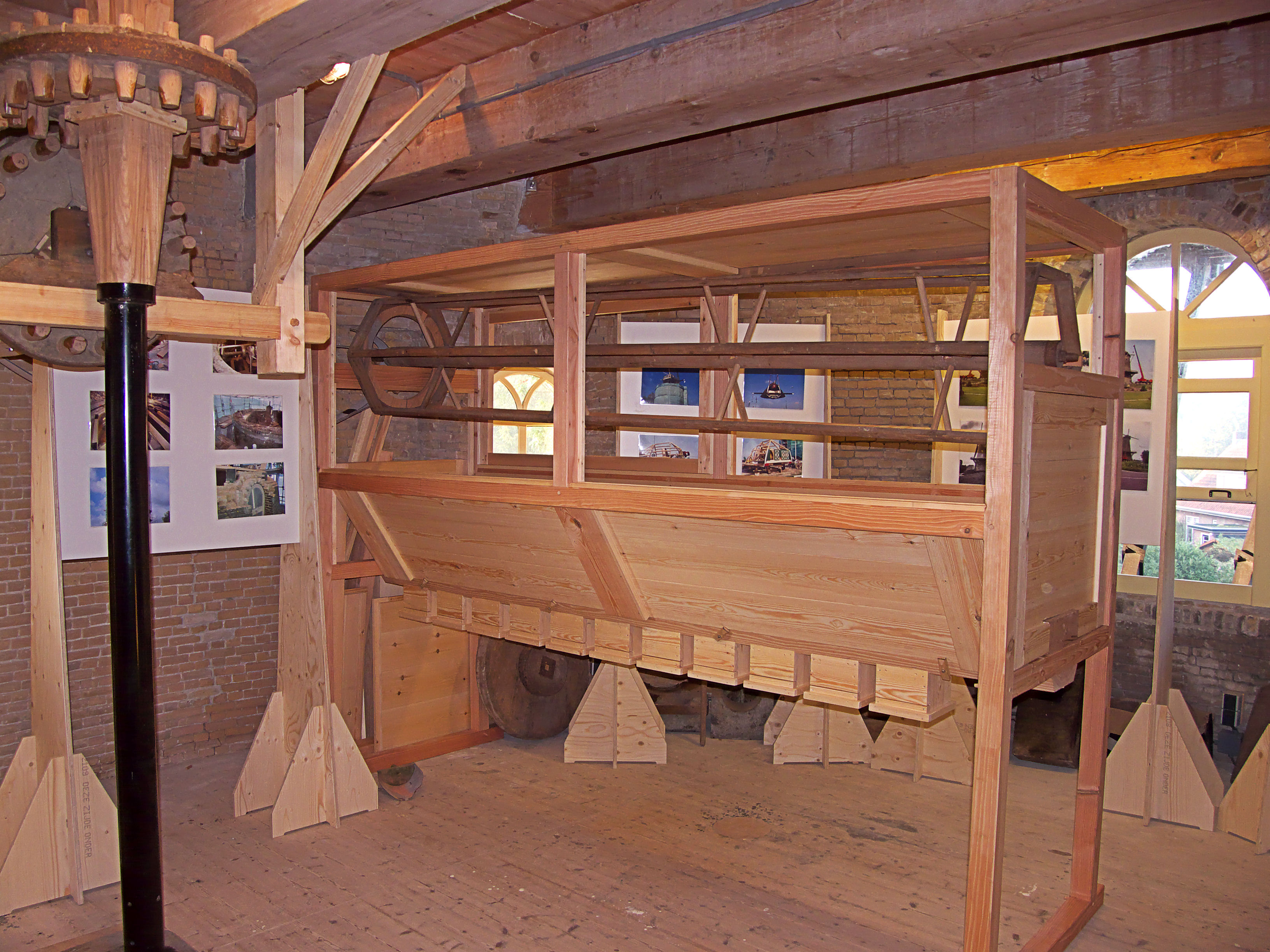
Sichter noch ohne Siebtuch

Der Mahlgang der Mühle bestand aus einem Paar von je 16" dicken Mühlsteinen aus Kunststein mit einem daran anschließenden Paar 16" dicker Mühlsteine aus Blauem Stein und einem Paar von je 15" dicken Mühlsteinen, die gleichfalls aus Blauem Stein bestanden.

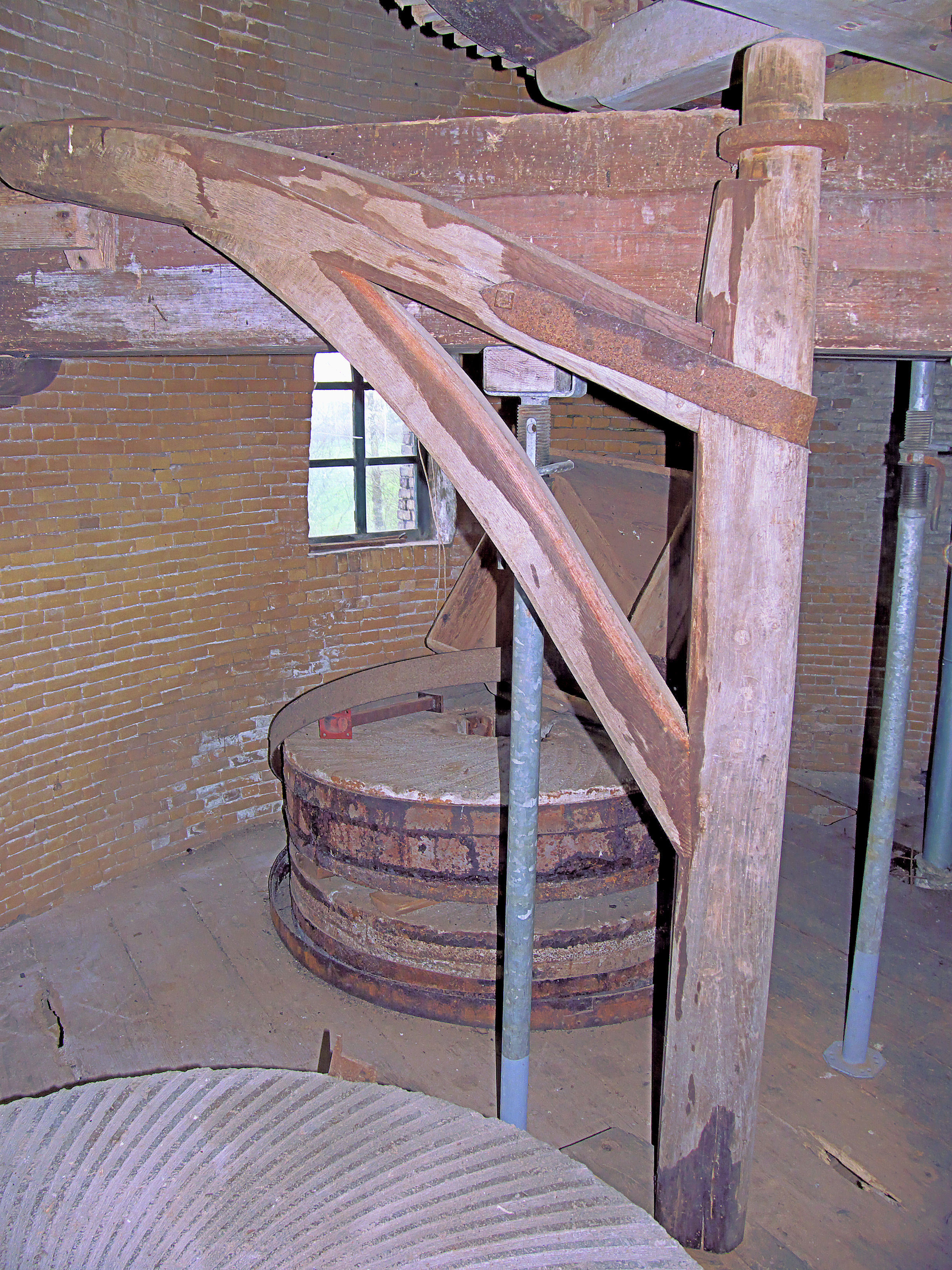
Steinkrahn mit Blauen Steinen

 Jetzt wurden sowohl das 16" dicke Mühlsteinpaar aus Kunststein als auch das 16" dicke Mühlsteinpaar aus Blauem Stein wieder an ihren früheren Platz zurückgebracht. In den letzten Jahren des früheren Mühlenbetriebs wurden die Mühlsteine von einem 30 PS starken Rohölmotor angetrieben, der in einem angebauten Motorschuppen stand. Dieser Schuppen war später zum Wohnraum umgebaut worden. Zum Mahlbetrieb über den Motor wurde jeweils ein Abschnitt hölzerner Zähne aus dem Kammrad geholt. Zum Mahlen mit Wind wurden diese Zähne dann wieder zurückgesteckt.
Das Flügelkreuz bestand aus zwei Stahlruten, die neben der Mühle lagen. Die Innenrute mit der Nummer 788 stammte aus dem Jahr 1873 und die Außenrute mit der Nummer 1415 war von 1884. Die Mühle verfügte von 1905 bis 1921 über eine Selbstbeschwichtigung (eine Art automatischer Bremsmechanismus bei hohen Windgeschwindigkeiten) zunächst auf beiden Flügelruten und danach bis 1944 aber nur noch auf der Außenrute. Die Bedienung der Selbstbeschwichtigung erfolgte mithilfe eines sog. Schwichtrings.

Gebremst wurde die Mühle mithilfe eines sog. Flämischen Fangs, der auch noch eine Stütze hat. Es handelt sich also um eine Kombination aus Flämischem Fang und Stützfang. Bei einer langsam drehenden Mühle kommt beim Abbremsen ausschließlich der Flämische Fang zum Einsatz, wohingegen bei einer schnelldrehenden Mühle zunächst der Flämische Fang zum Einsatz kommt, wodurch der rechte Fugbalken etwas nach innen gezogen wird und der Stützfang das Abbremsen übernimmt. Der Fang besteht aus sechs Teilstücken, die über Scharniere miteinander verbunden sind. Bedient wird der Fang mithilfe eines sog. Fangstocks.

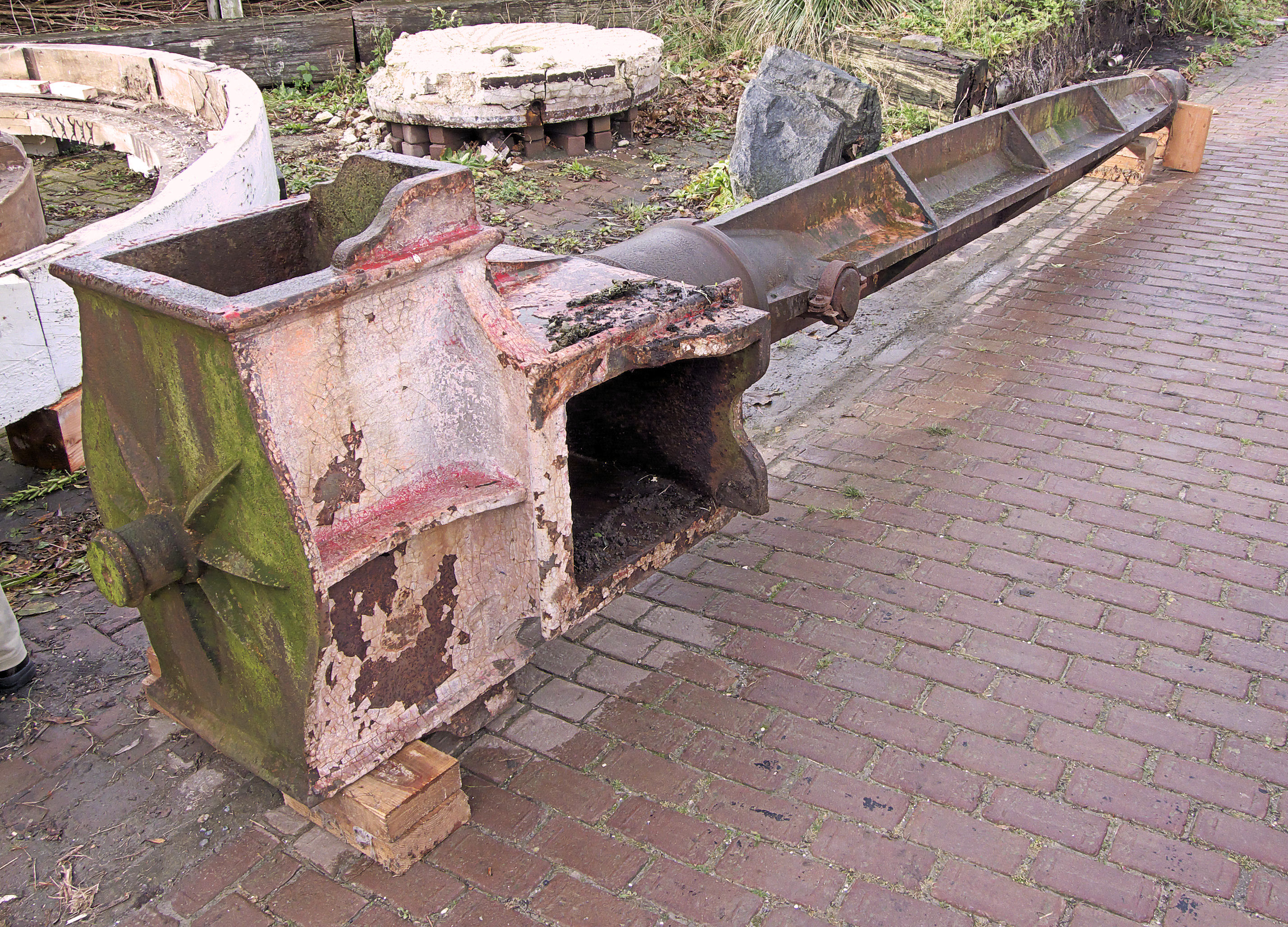
Flügelwelle

Die gusseiserne Flügelwelle aus dem Jahr 1872 hat die Nummer 826 und stammte vom Hersteller De Prins van Oranje in Den Haag.
Das Krühwerk der Mühle besteht aus hölzernen Rollenlagern mit 42 gusseisernen Rollen, die auf einem Eisenring liegen.

Im Kornlager stehen der Sichter und der Mischkessel. Vom Mehlboden aus wird das Mehl in den Mischkessek geschüttet. Der Sichter ist mit einem Filtertuch von 0,25 und 0,50 mm Maschenweite bespannt und hat zwölf Ausläufe: 8 für Auszugsmehl, 3 für Grieß und einen für Kleie.

## Übersetzungen
- Das Übersetzungsverhältnis ist 1 : 6,68, 1 : 6,91 und 1 : 7,16.
- Das Kammrad hat 74 Zähne und das Kronrad 31. Die Königswelle dreht sich dadurch 2,39-mal schneller als die Flügelwelle. Der Abstand zwischen den Zähnen des Kronrads beträgt 11 cm.
- Das Stirnrad hat 84 Zähne und die drei Stockräder haben 28, 29 bzw. 30 Zähne. Die Stockräder drehen hierdurch 3-mal, 2,89-mal bzw. 2,8-mal schneller als die Königswelle. Dadurch drehen sich die 16"-Mahlsteine aus Blauem Stein 7,16-mal, die 16"-Mahlsteine aus Kunststein 6,91-mal und die 15"-Mahlsteine aus Blauem Stein 6,68-mal schneller als die Flügelwelle. Der Abstand der Zähne zueinander beträgt beim Stirnrad 9 cm.

## Eigentümer
- 1868–1876: C. Markusse Jz.
- 1876–1887: J. de Korte Jr.
- 1887–1937: Z.C. Salomé
- 1937–1967: J. Snoep
- 1967             : M. Snoep - Kallewaard
- 1967–2003: L.W. Kokee
- 2003–2009: G. en L. de Boer
- seit 2009    : Stichting Molen «De Korenbloem» („Mühlenstiftung «De Korenbloem» “)

## Fotogalerie

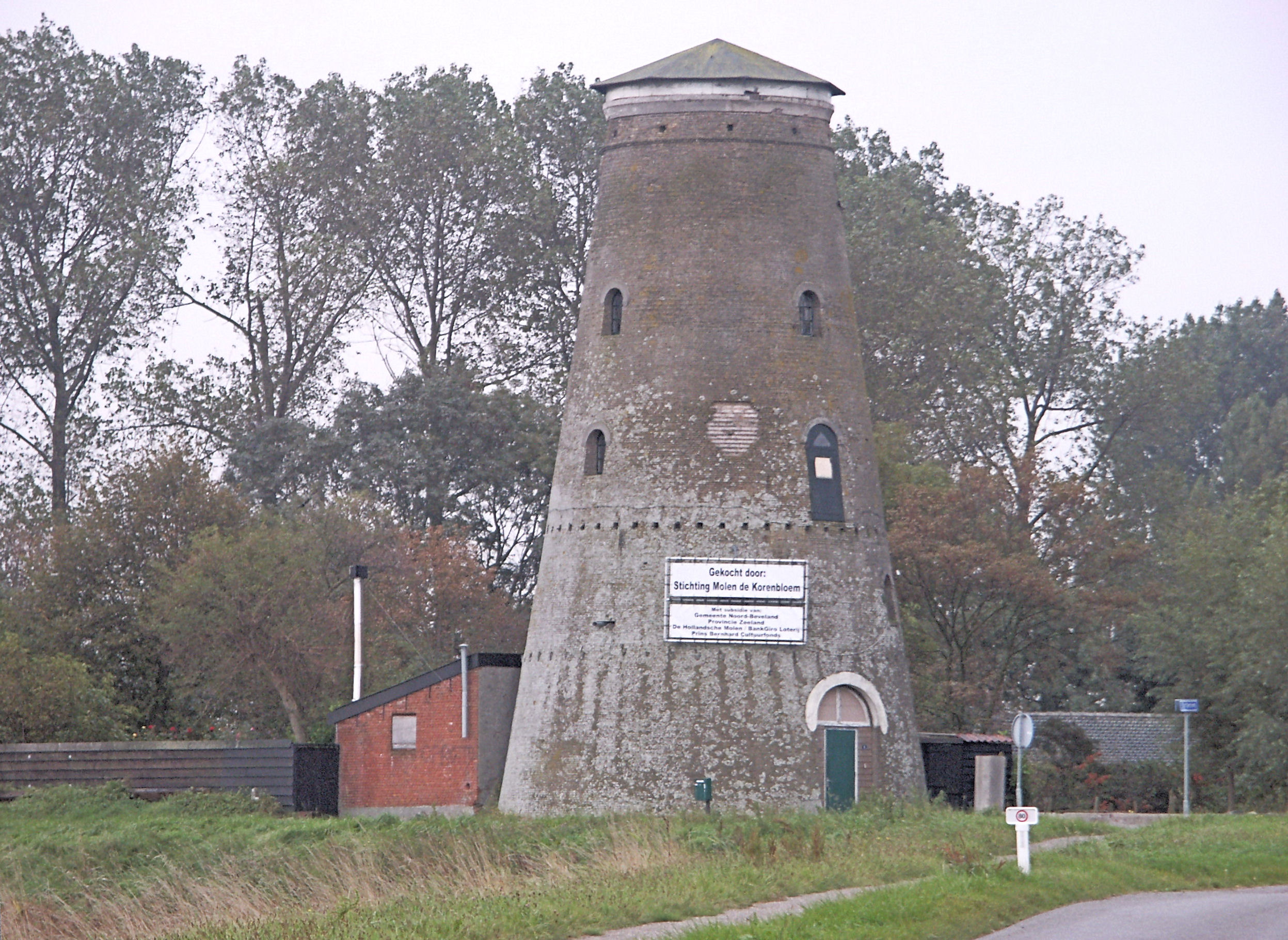
September 2010
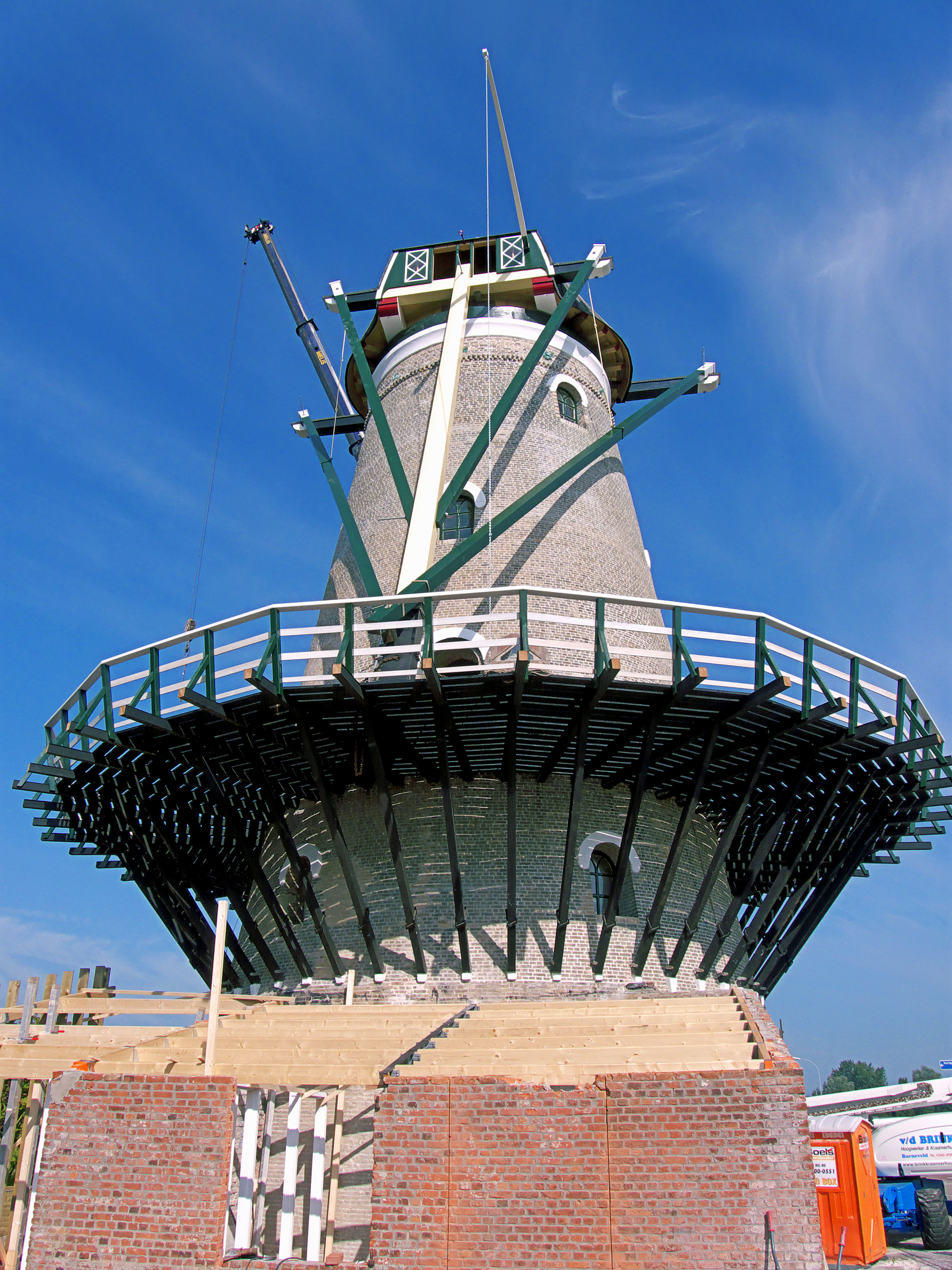
5. Juli 2011
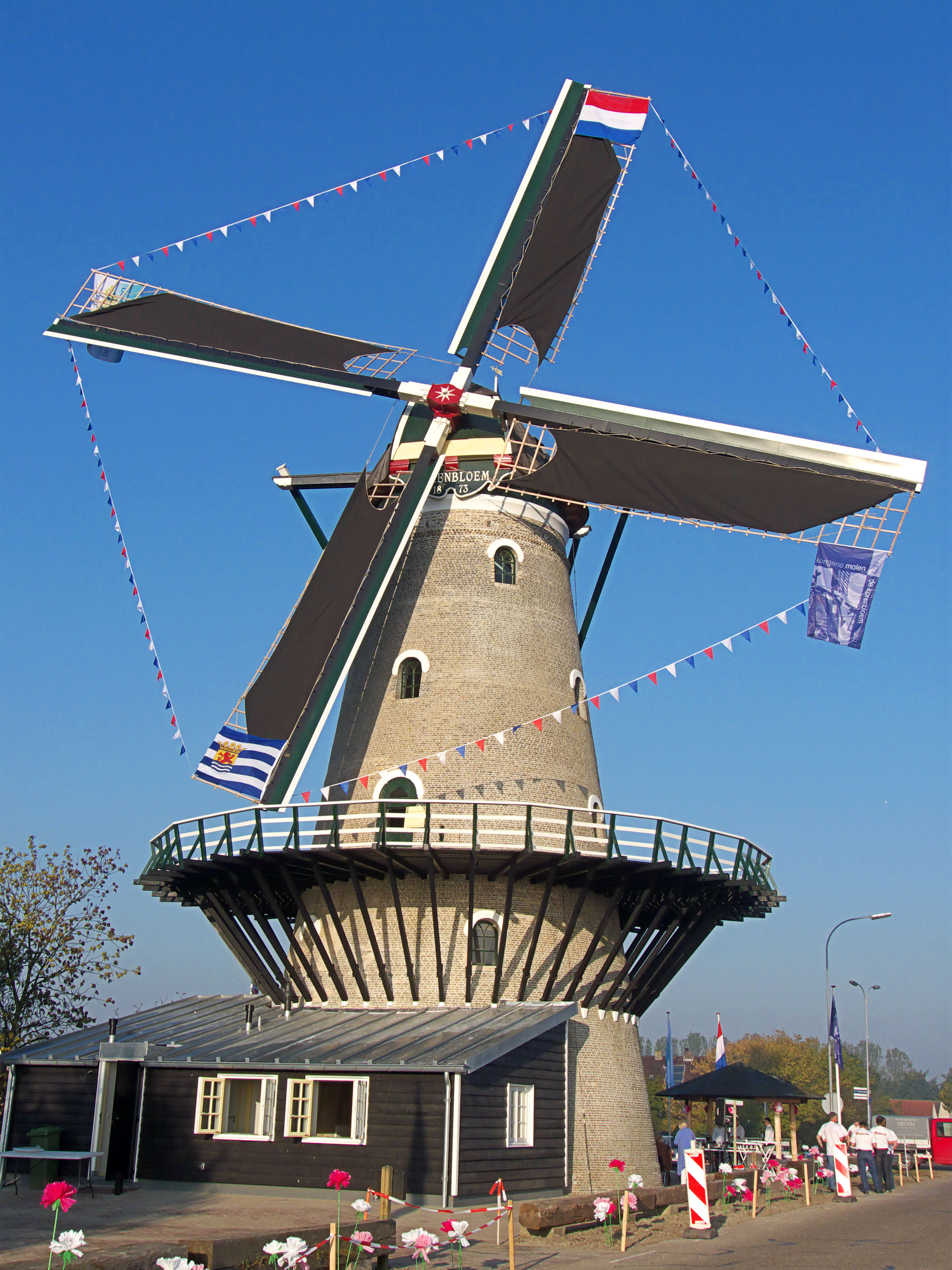
1. Oktober 2011
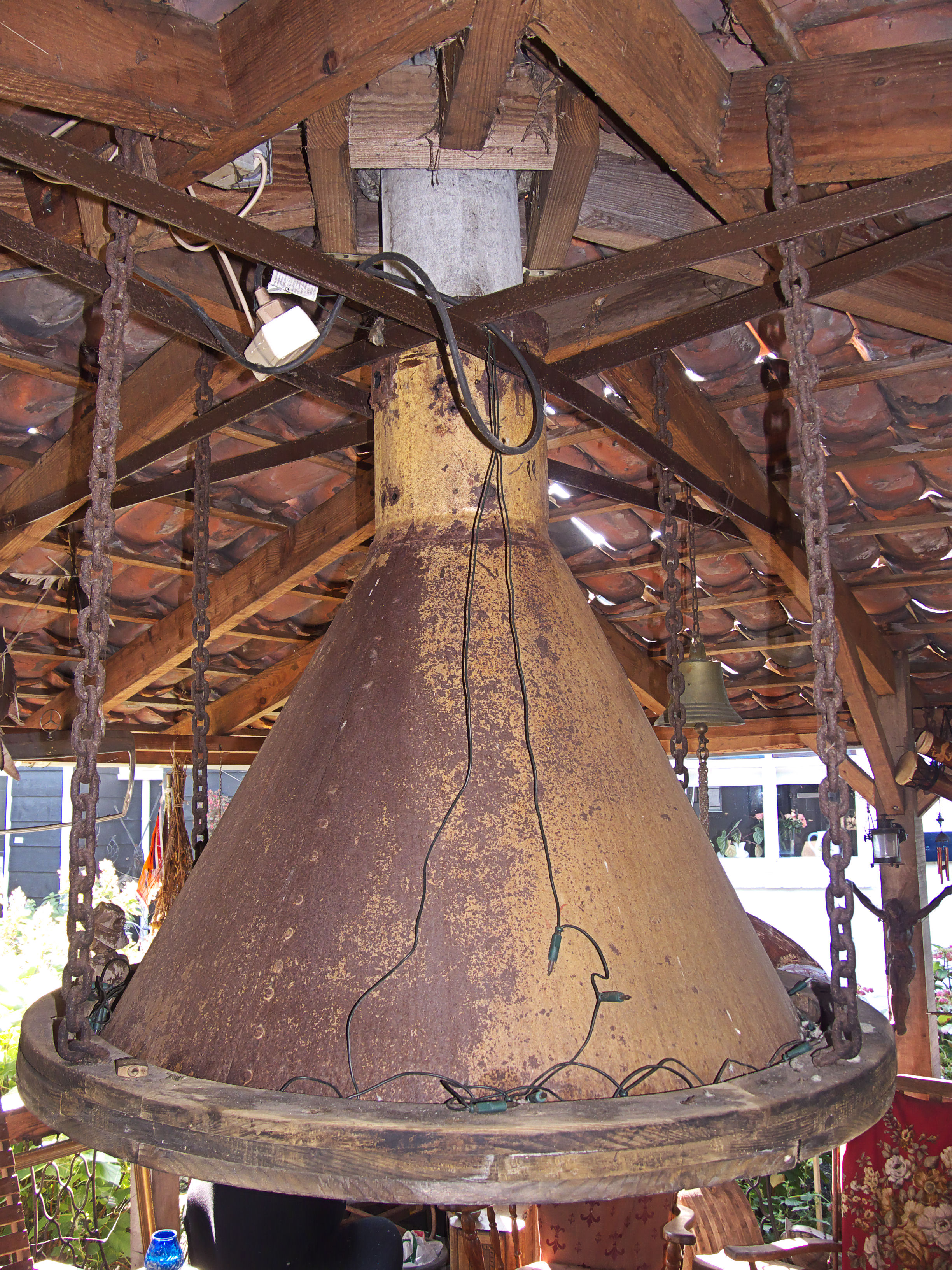
Ursprünglicher Mischkessel
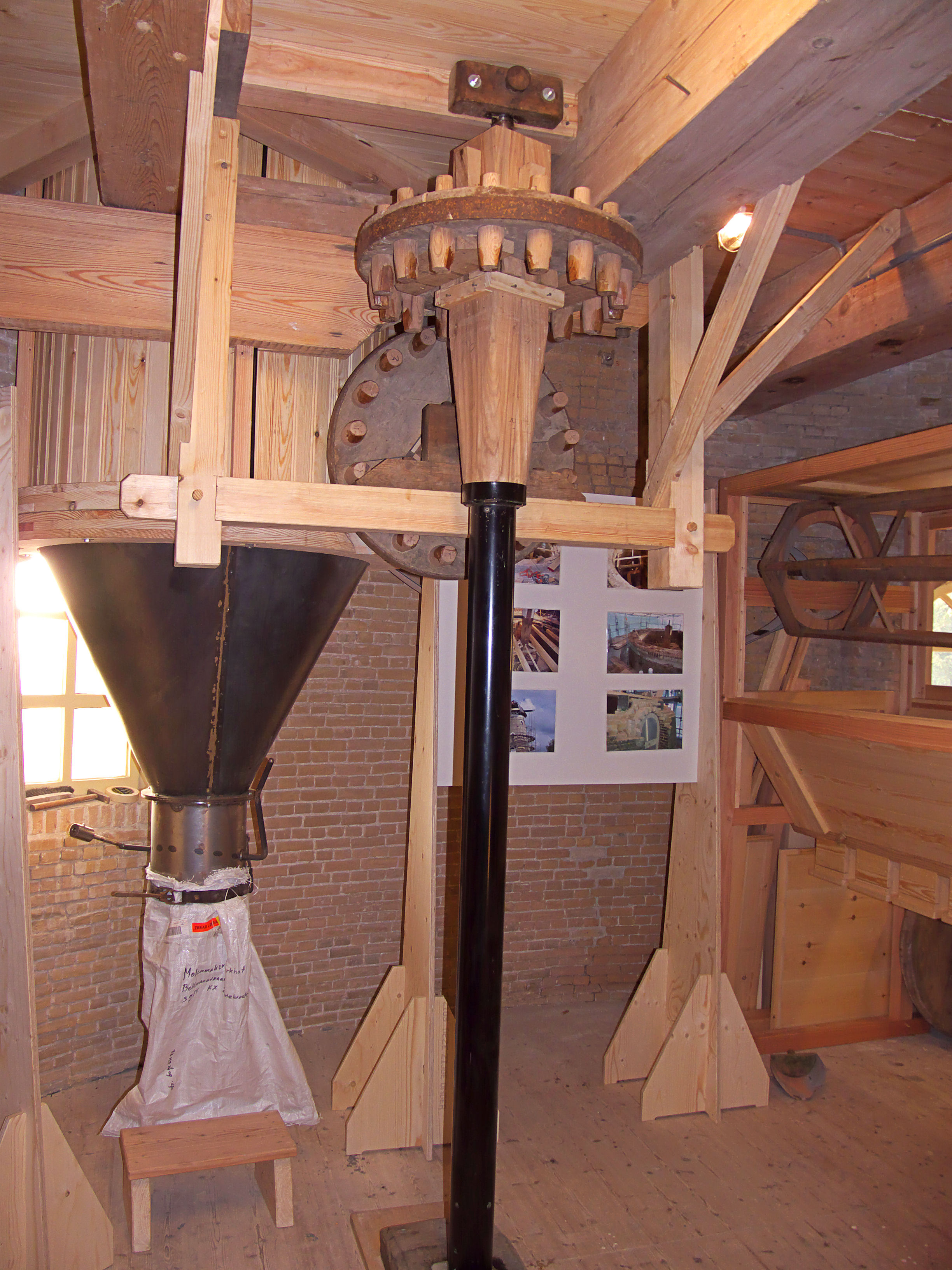
Antrieb von Sichter und Mischkessel
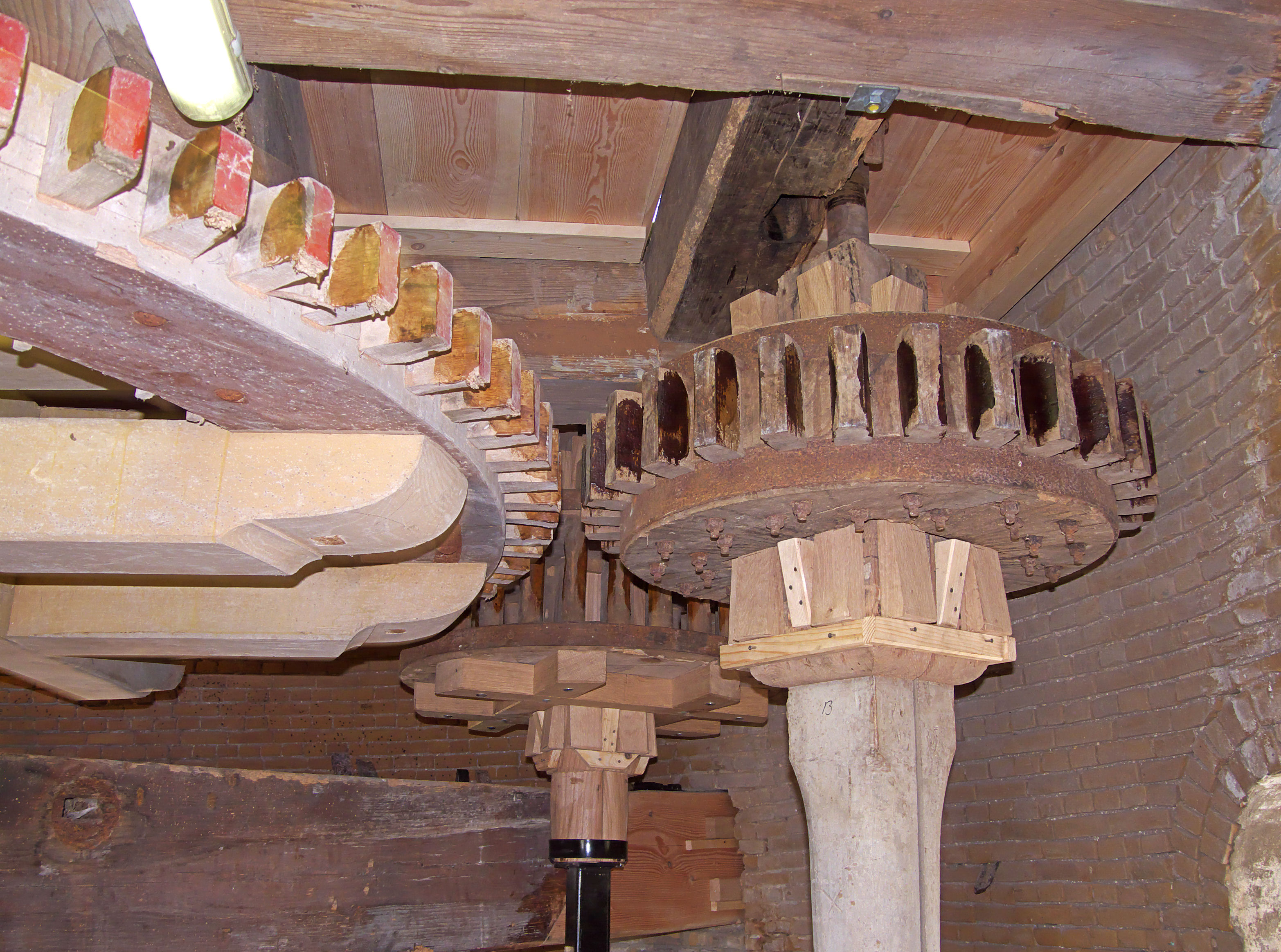
Antrieb von Sichter, Mischkessel und Steinritzel durch das Stirnrad
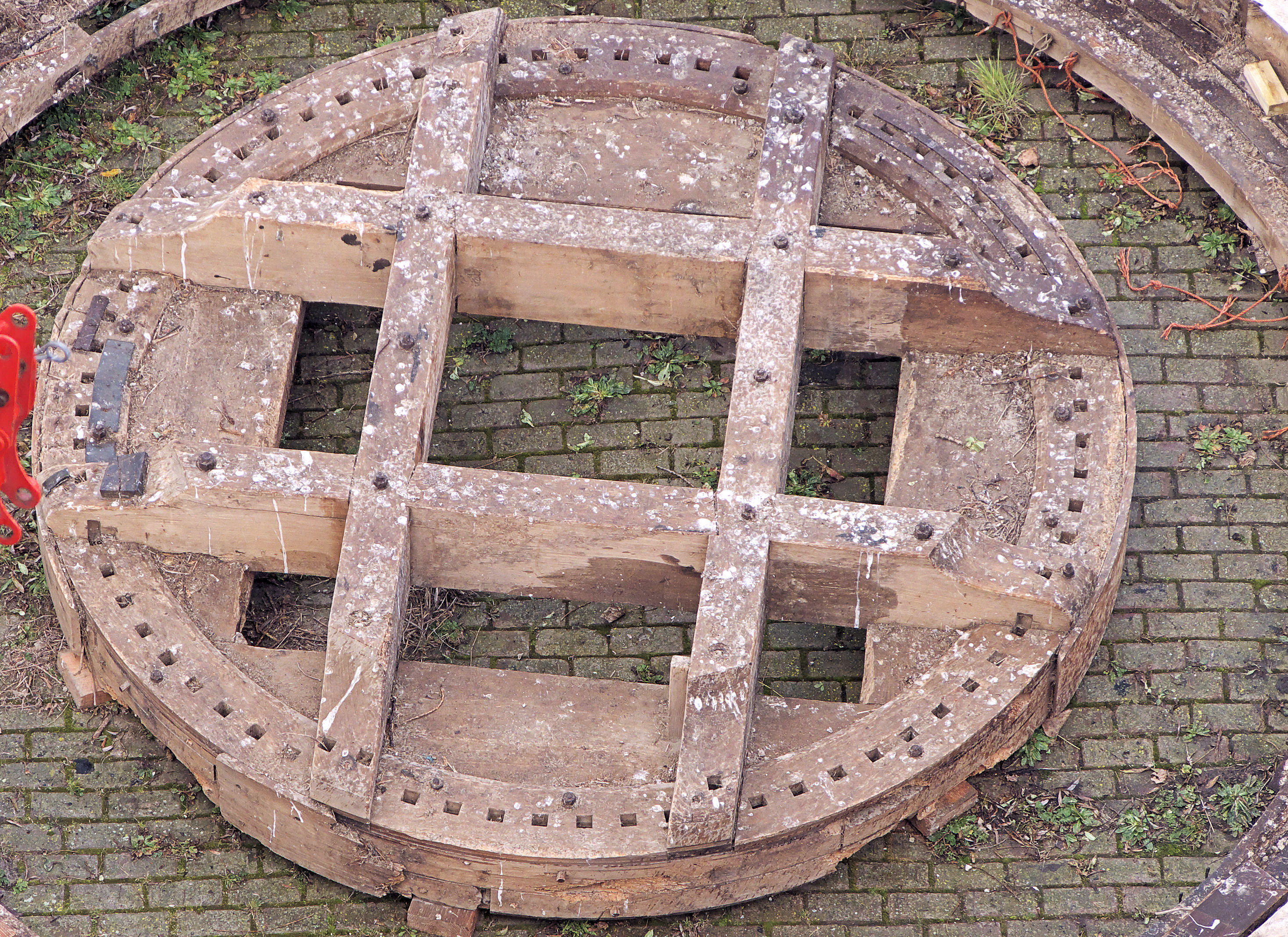
Kammrad aus Ulmenholz
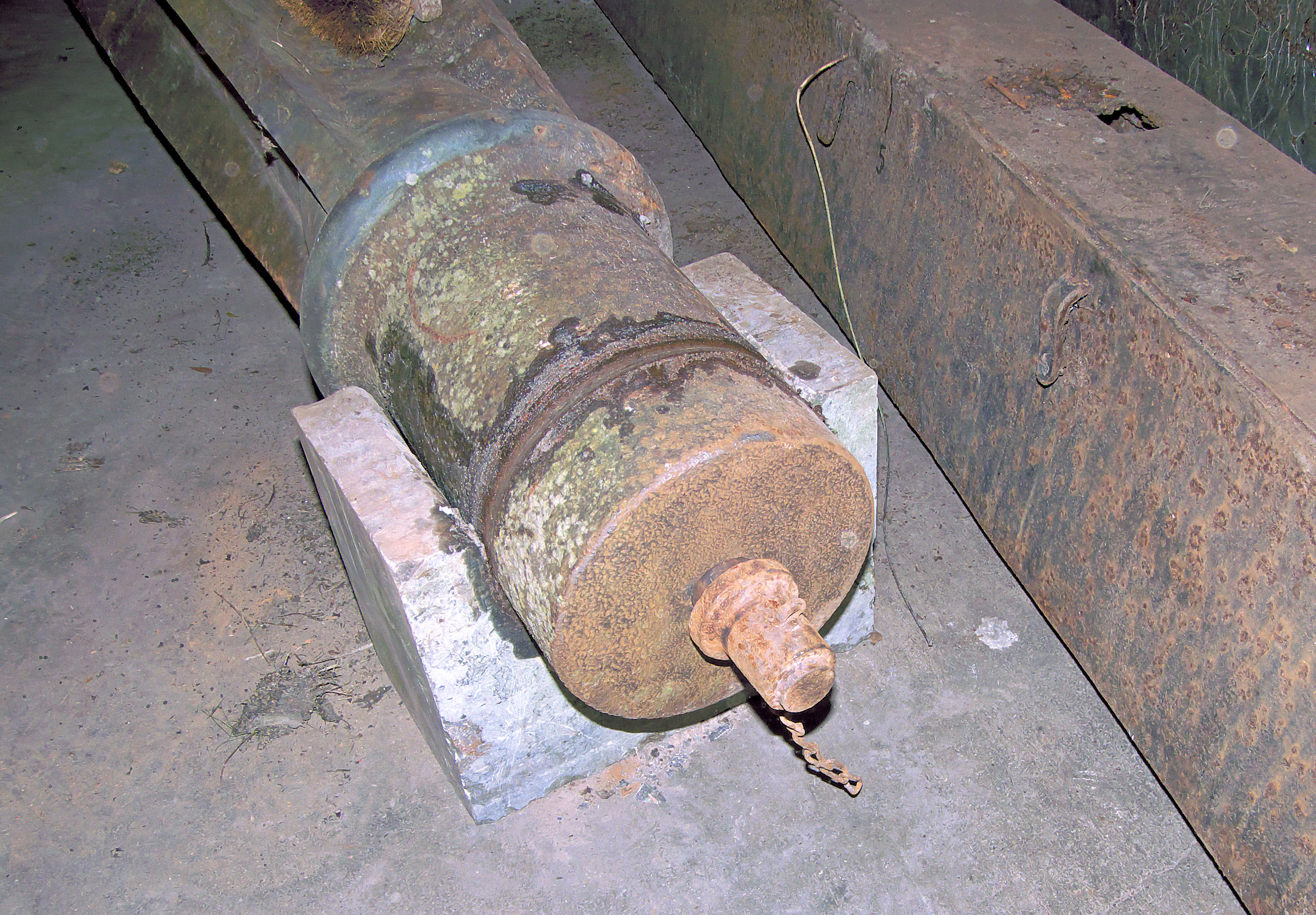
Pinn-Seite der Flügelwelle mit Spurzapfen
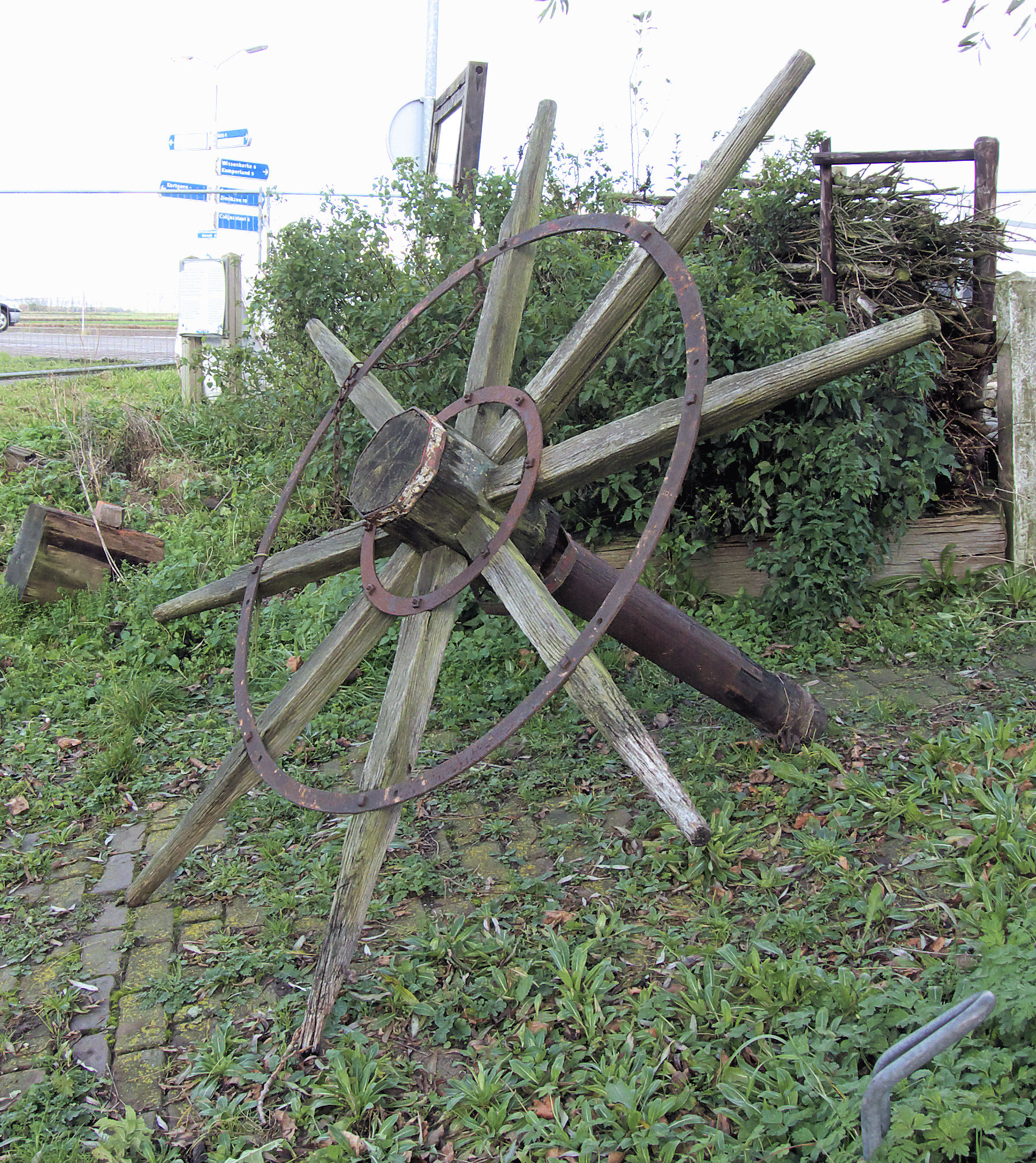
Krührad
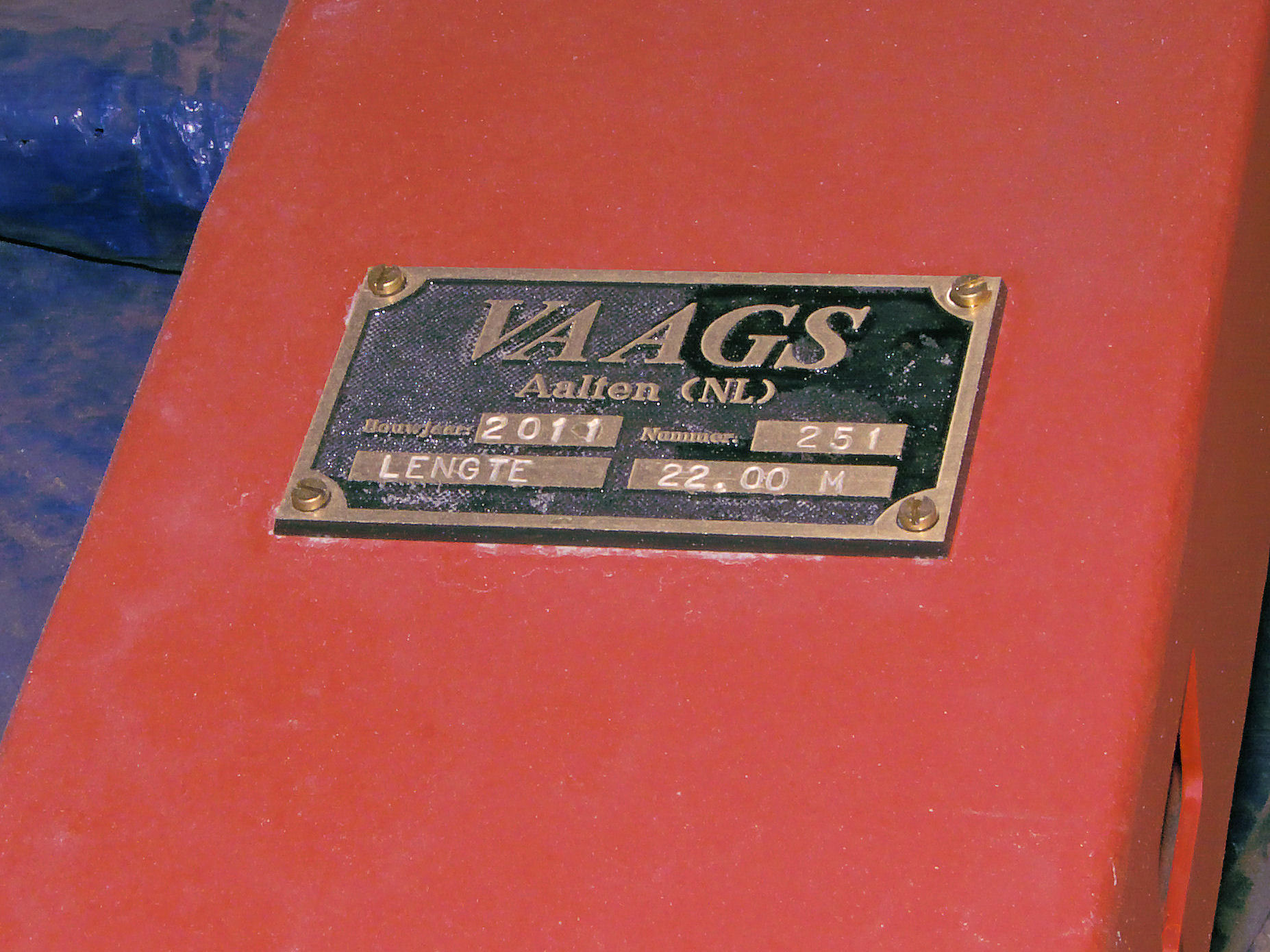
Typenschild der Außenrute
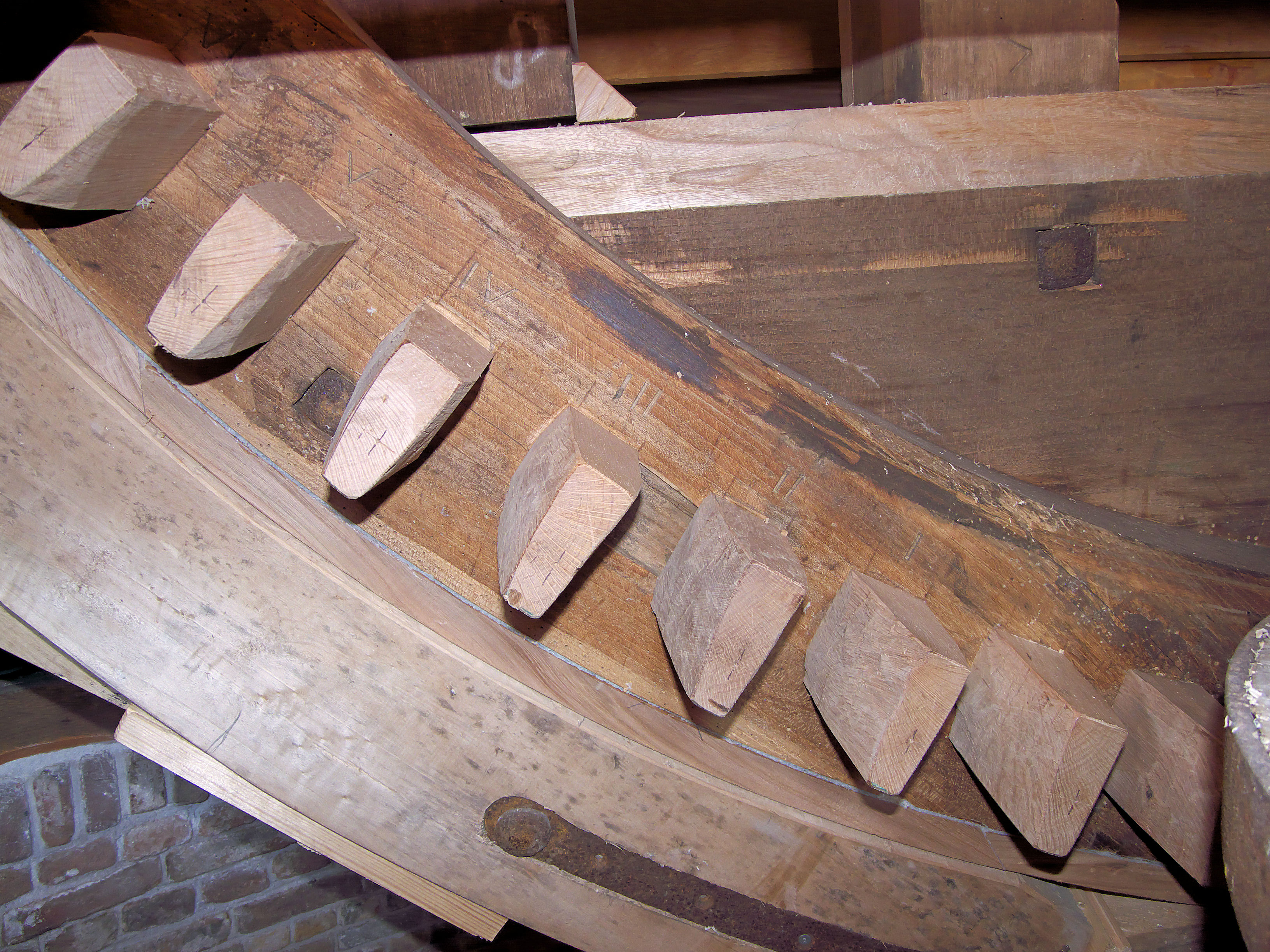
Kammrad mit nummerierten Zähnen für den Motorantrieb
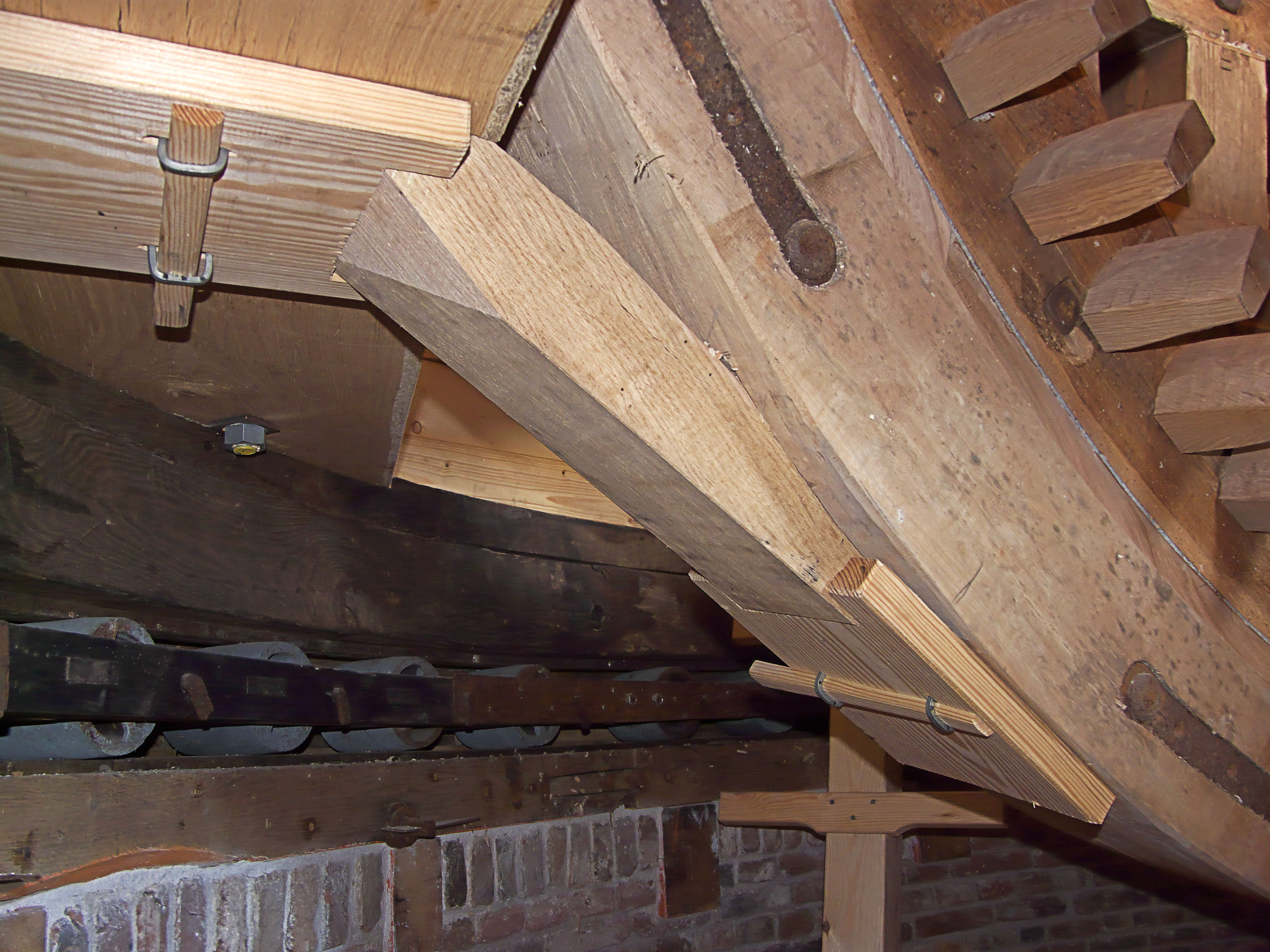
Kombination von Flämischem Fang und Stützfang